# Gloster Javelin
A Gloster Javelin egy éjszakai vadászrepülőgép volt, melyet az 1950-es és 1960-as években a Brit Királyi Légierő használt. A Javelin deltaszárnyú, magasan elhelyezett vízszintes vezérsíkkal rendelkező kétüléses és két, gázturbinás sugárhajtóművel felszerelt repülőgép volt, az utolsó azok közül a gépek közül, amelyeket a Gloster Aircraft Company tervezett.

## Tervezés és fejlesztés
1947-ben a brit Légügyi Minisztériumban felmerült egy nagy teljesítményű éjszakai vadászrepülőgép szükségessége. A minisztérium F.44/46 specifikációja alapján két konkurens prototípusra adtak fel megrendelést: a Gloster GA.5 és a de Havilland DH.110 vadászgépekre, mely utóbbi a haditengerészet érdeklődését is felkeltette. Amikor világossá vált, hogy a Gloster konstrukció hamarabb készen lesz és egyszerűbb és olcsóbb lesz a gyártása, a de Havilland ajánlatot elvetették, azonban a DH.110 fejlesztését a vállalat magánvállalkozással tovább folytatta, később ennek eredményeképpen született meg a Sea Vixen.
A Gloster konstrukció egyedi vonásokat mutatott: széles deltaszárny és magasan elhelyezett nagy felületű vízszintes vezérsík jellemezte. Az F.44/46 specifikációt felváltotta az F.4/48, mely az OR.227 "Szolgálati követelmények" előírásait követte.

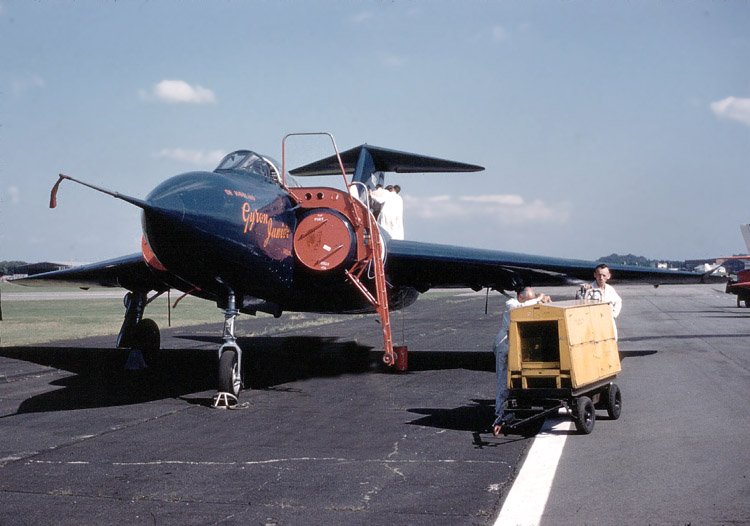
Gloster Javelin, valószínűleg egy tesztrepülésre készült példány Farnboroughban

A GA.5 először 1951. november 26-án szállt fel Bill Watertonnal a pilótaülésben (két hónappal később a DH.110 prototípusa is a levegőbe emelkedett). A próbarepülések egészen 1956-ig folytak, amikor az első 14 sorozatban gyártott F(AW) Mk 1 típusjelű gépet leszállították. Az egyik próbarepülés alkalmával a magassági kormányfelületek leváltak. Bill Waterton ahelyett, hogy elhagyta volna a repülőgépet, kormányfelületek nélkül leszállt. Ezért a bravúrjáért György keresztet kapott. A fejlesztés folytatódott, és végül több különböző típus sorozatgyártását eredményezte az évek folyamán.
1956 végén kijött a Javelin FAW 7 változata, mely először teljesítette az eredeti minisztériumi követelményeket és amelyik a gép alapvető variánsa lett (később legtöbbjét átalakították FAW 9 típussá). Ezután a Javelin fejlesztése úgy felgyorsult, hogy az FAW 8 szállítása már akkor megkezdődött, mielőtt az FAW 7 gyártása kifutott volna. Ennek következtében az utolsó 80 FAW 7 a gyárból egyenesen raktárakba ment, és csak akkor szállt fel, amikor FAW 9 változattá építették át. Az összes változatból 427 példányt gyártottak le, ezen kívül 7 prototípus épült.

## Szolgálatban

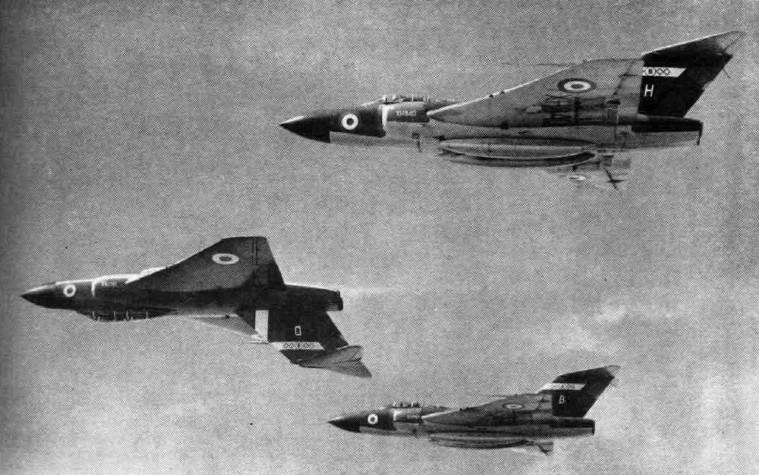
A RAF 64. századának Javelin FAW 7 vadászgépei 1959-ben

A Javelinnel először a RAF 46. századát szerelték fel 1956-ban. A csúcsot 1959-ben és 1962-ben érte el, amikor 14 század repülte a típust. 1962 után a szolgálatban lévő gépek száma gyorsan csökkent, 1964-től már csak négy századnyi gép üzemelt. Bevetésekben a RAF Javelinjei a Indonézia és Malajzia között kitört konfliktus alatt vettek részt 1963. szeptembere és 1966. augusztusa között. A gépek a Szingapúr melletti Tengah repülőtéren állomásoztak, innen teljesítettek járőrszolgálatot a malajziai őserdők felett. 1967 júniusában két századot áttelepítettek a Kai Tak repülőtérre Hongkong közelében, mivel helyzet alakult ki a kínai kulturális forradalom idején. Javelinek települtek Zambiába is, mikor Rodézia egyoldalúan kinyilvánította függetlenségét, hogy megvédjék Zambiát a rodéziai légierő esetleges akcióitól.
Az utolsó típust 1968-ban vonták ki a szolgálatból. Egyetlen példány repült torvább 1975. január 24-ig a Repülőgép és Fegyverzet Kísérleti Intézetben Boscombe Downban.

## Változatok
A Gloster és az Armstrong-Whitworth összesen 435 példányt gyártott le, abban az időben mindkét vállalat a Hawker Siddeley csoport tagja volt. Néhányat (néha többször is) más változat szerint átépítettek.
FAW .1
Első változat két Armstrong Siddeley Sapphire Sa.6 egyenként 35,6 kN tolóerejű motorral, angol AI.17 radarral és négy 30 mm-es ADEN gépágyúval. 40 gépet gyártottak le és a hét prototípust is később átalakították ennek a változatnak megfelelően.
FAW 2
Az AI.17 radart amerikai Westinghouse AN/APQ-43 radarra cserélték ki (jelölése a RAF-nál AI-22 volt). 30 darabot gyártottak.
T 3
Két kormányos gyakorló repülőgép változat radar nélkül, megemelt pilótaüléssel az oktató jobb kilátása végett. Teljesen elfordítható farokfelületekkel, meghosszabbított orral, hogy kompenzálják a tömegközéppont eltolódását, növelt belső üzemanyagtartályok. Megmaradt a négy gépágyú. 22 sorozat gép és egy prototípus.
FAW 4
Hasonló az FAW -hez, azon kívül, hogy örvény generátort kaptak a szárnyvégek, hogy az átesési tulajdonságokat javítsák, teljesen elfordítható farokfelületek. Az eredeti AI. 17 radarral szerelték fel, 50 példány épült.
FAW 5
A FAW 4-en alapuló változat, újratervezett szárnyszerkezet, további üzemanyagtartályok beépítése, rakéta függesztőpontok kialakítása (ténylegesen soha nem használták). 64 példány készült.
FAW 6
A FAW 2 amerikai radarjával és a módosított szárnnyal. 33 épült.
FAW.7
Új 48,9 kN tolóerejű Sa.7 motorok, szervovezérlésű oldalkormány, meghosszabbított hátsó törzs. Fegyverzete két 30mm-es ADEN gépágyú és négy de Havilland Firestreak légiharc-rakéta. 142 darabot gyártottak.
FAW 8
Modernizált Sa.7R motorok utánégetővel. 6100 m magasan 54,7 kN tolóerő. Alacsonyabb magasságon az üzemanyag szivattyú hiányosságai miatt csökkentett tolóerő. Új áramvonalasabb szárny belépőél és keresztirányú stabilizátor beépítése a könnyebb kezelhetőség céljából.
FAW.9
118 FAW 7 átalakítása az új szárnyra és az Mk 8 hajtóművére. 44 épet képessé tettek repülés közbeni üzemanyag utántöltésre, ezek típusjele FAW.9/R
FAW 9R
Az "R" a hatótávot (angolul range) jelöli. a 44 FAW.9F/R-ből 40-et felszereltek szárny alatti póttartályokkal.
Néhány további változatra is tettek javaslatot, és vizsgálták, de nem gyártották le. Ilyenek voltak a felderítő változatok, a vadászbombázó változat szárny alatti bombák számára felfüggesztő pontokkal és egy szuperszúnikus változat a területszabálynak megfelelő törzzsel és új vezérsíkokkal. A vékony szárnyú Javelin elérte a mintegy 1,6 Mach számot és csúcsmagassága is nagyobb lett volna, de ahogy a terv előrehaladt, annyira megnőtt a változások mennyisége, hogy az már gyakorlatilag új repülőgépet jelentett volna.

## Üzemeltetők
Egyesült Királyság
- Brit Királyi Légierő

## Műszaki adatok (Gloster Javelin FAW Mk 9)[9]
- Személyzet: 2 fő: pilóta és radarkezelő

### Méretek
- Hossz: 17,15 m
- Fesztáv: 15,85 m
- Magasság: 4,88 m
- Szárnyfelület

### Tömeg
- Üres tömeg: 10 886 kg
- Terhelt tömeg: 14 325 kg
- Legnagyobb felszálló tömeg: 19 580 kg

### Hajtómű
- Típus: 2 x Armstrong Siddeley Sapphire 7R gázturbinás sugárhajtómű
- Tolóerő: 54 kN

### Teljesítményadatok
- Legnagyobb sebesség tengerszinten: 1140 km/h
- Hatótáv: 1530 km
- Csúcsmagasság: 15 865 m
- Emelkedési sebesség: 27,45 m/s
- Szárny felületi terhelése: 166 kg/m²
- Tolóerő/súly: 0,79
- Radar: Westinghouse AN/APQ-43 típus

### Fegyverzet
- 4 x 30 mm ADEN gépágyú
- négy de Havilland Firestreak légiharc rakéta

## Fordítás
- Ez a szócikk részben vagy egészben  a   Gloster Javelin című angol Wikipédia-szócikk ezen változatának fordításán alapul.  Az eredeti cikk szerkesztőit annak laptörténete sorolja fel. Ez a jelzés csupán a megfogalmazás eredetét és a szerzői jogokat jelzi, nem szolgál a cikkben szereplő információk forrásmegjelöléseként.